# Thegn

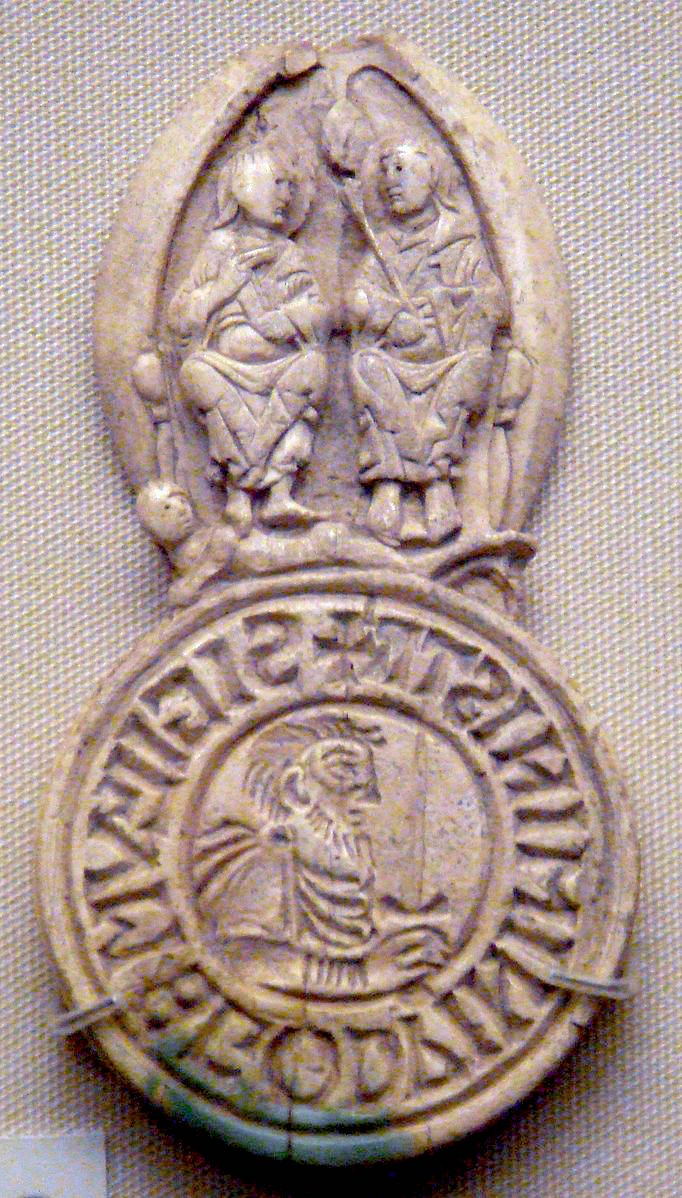
Zegel van Godwin de thegn (minister) (eerst helft 11e eeuw, British Museum)

Een thegn, taan of thane (< Oudengels: þegn, ðegn, "iemand die een ander dient") was een Angelsaksische krijgsman die land van de koning ontvangen had voor bewezen diensten en de koning onvoorwaardelijk trouw gezworen had.
De voorloper van de thegn was de gesith, de gezel van de koning of hoge heer, een lid van zijn comitatus, en het woord thegn begon te worden gebruikt om een militaire gesith te omschrijven.
In de Slag bij Hastings waren ze, evenals de gevreesde housecarls, geduchte tegenstanders voor de Normandische en Bretonse cavalerie. Zij waren gewapend met maliënkolders en borstharnassen en hadden helmen met neusplaten, ter bescherming. Voorts waren ze bewapend met een bijl, een knots, of met zwaard en schild. Deze schilden waren toen nog van lindenhout. Wel licht in gebruik, maar niet sterk genoeg om meermaals slagen te incasseren. Later ging men terug over naar metalen schilden. In de tijd van de Noormannen waren de houten schilden rond en met smeedijzer afgewerkt. Ten tijde van de Normandiërs en Angelsaksen, liepen de schilden van boven rond, maar met een punt omlaag. Voor oorlogen en strijd in de middeleeuwen, werden wel uitvindingen gedaan om de krijgslieden nog beter te beschermen.